# Ferdinand Linnus
Ferdinand Linnus, bis 1935: Ferdinand Leinbock; (* 8. Maijul. / 20. Mai 1895greg. in  Riidaja (deutsch: Morsel Podrigel), Kirchspiel Helme (Helmet), Kreis Viljandi, Livland, heute: Estland; † 23. Februar 1942 in Suchobeswodnoje, Oblast Gorki, Sowjetunion) war ein estnischer Ethnologe.

## Leben
Leinbock war der Sohn eines Schneiders. Er schloss 1915 das Alexander-Gymnasium 1915 im livländischen Tartu (Dorpat) ab und begann mit einem Studium der Geschichte an der Kaiserlichen Universität Dorpat. 1917 wurde er zur Russischen Armee eingezogen und nahm am Ersten Weltkrieg teil.
Anschließend kämpfte er im Estnischen Freiheitskrieg als Leutnant von 1918 bis 1920 und wurde mit dem Freiheitskreuz durch die Regierung Estlands ausgezeichnet. Von 1920 bis 1922 arbeitete er im Landwirtschaftsministerium der jungen Republik Estland.
1921 setzte er sein Studium wieder in Tartu fort. Ab 1922 arbeitete er am Estnischen Nationalmuseum, dessen Direktor er von 1929 bis zu seiner Verschleppung nach Russland 1941 wurde.
Leinbocks Abschluss in Ethnologie im Jahre 1926 folgte 1927 der Magistergrad im selben Fach an der Universität Tartu. Seine Dissertation mit dem Thema Archaische Formen der estnischen Bienenzucht, Teil I, Bienenhaltung in den Wäldern verteidigte Linnus 1938. Damit promovierte er als erster Este in Ethnologie.
Die sowjetischen Besatzungsbehörden verhafteten Linnus nach dem Beginn des deutschen Überfalls auf die Sowjetunion im Juni 1941. Sie beschuldigten ihn der Spionage. Linnus verstarb in einem sowjetischen Gefangenenlager in der Oblast Gorki im Februar 1942.

## Wissenschaftliche Arbeit
Leinbock arbeitete in den ersten Jahren an ethnographischen Feldforschungen der Inselbewohner vor der Küste Estlands und später forschte er bei den Liven in Kurland in Lettland.

## Veröffentlichung (Auswahl)
- Eestlaste aineline kultuur ja rahvausund orduajal. (1937)
- Eesti vanem mesindus. I. Metsamesindus. (1938)
- Die estnische Ethnographie in den letzten fünf Jahren. Balticoslavica, T.III, Wilna 1938 S. 128–135.

## Privatleben
1935 nahm er den estnisierten Familiennamen Linnus an. Ferdinand Linnus war mit der Lehrerin Olga Elisabeth Linnus (geb. Mirka, 1896–1968) verheiratet. Linnus' Sohn Jüri Linnus (1926–1995) wurde wie sein Vater Ethnologe und arbeitete von 1956 bis 1986 am Staatlichen Ethnographischen Museum der Estnischen SSR, dem heutigen Estnischen Nationalmuseum in Tartu.